# Burgos BH-Castilla y León/Saison 2013
Dieser Artikel listet Erfolge und Fahrer des Radsportteams Burgos BH-Castilla y León in der Saison 2013 auf.

## Erfolge in der UCI Europe Tour
In der Saison 2013 gelangen dem Team nachstehende Erfolge in der UCI Europe Tour.
| Datum    | Rennen                            | Kat. | Fahrer         |
| -------- | --------------------------------- | ---- | -------------- |
| 14. Juni | 2. Etappe Tour des Pays de Savoie | 2.2  | Jesús del Pino |

## Zugänge – Abgänge
| Zugänge                    | Team 2012 | Abgänge          | Team 2013               |
| -------------------------- | --------- | ---------------- | ----------------------- |
| Steve Bekaert              | Neoprofi  | Carlos Verona    | Omega Pharma-Quick Step |
| Federico Butto             | Neoprofi  | Jóni Brandão     | Efapel-Glassdrive       |
| Jesús del Pino             | Neoprofi  | Manuel Antón     | Unbekannt               |
| Darío Hernández            | Neoprofi  | Damien Branaa    | Unbekannt               |
| Juan Carlos Riutort        | Neoprofi  | Nicolas Capdepuy | Unbekannt               |
| Ander Arranz (ab 18. Juli) | Neoprofi  | Rubén Jiménez    | Unbekannt               |
| Unai Arranz (ab 18. Juli)  | Neoprofi  | Pascual Orengo   | Unbekannt               |

## Mannschaft
| Name                | Geburtstag         | Nationalität |
| ------------------- | ------------------ | ------------ |
| Ander Arranz        | 22. September 1993 | Spanien      |
| Unai Arranz         | 22. September 1993 | Spanien      |
| Steve Bekaert       | 26. Dezember 1990  | Belgien      |
| David Belda         | 18. März 1983      | Spanien      |
| Federico Butto      | 4. Januar 1986     | Italien      |
| Efrén Carazo        | 7. Mai 1991        | Spanien      |
| Moisés Dueñas       | 10. Mai 1981       | Spanien      |
| Darío Hernández     | 31. Mai 1990       | Spanien      |
| Luis Mas            | 15. Oktober 1989   | Spanien      |
| Jesús del Pino      | 9. September 1990  | Spanien      |
| Juan Carlos Riutort | 27. Juni 1991      | Spanien      |
| Óscar Santamaría    | 15. Mai 1993       | Spanien      |
| Pablo Torres        | 27. November 1987  | Spanien      |